# La sposa di Newgate
La sposa di Newgate (titolo originale The Bride of Newgate) è un romanzo del 1950 di John Dickson Carr, uno dei suoi mystery di ambientazione storica.

## Trama
Londra, giugno 1815. Miss Caroline Ross è una giovane nobildonna che non vuole sposarsi per non perdere la propria libertà sottostando ad un marito. Tuttavia, il testamento del nonno prevede che lei perderà l'eredità se non sarà sposata entro il suo venticinquesimo compleanno. Caroline escogita allora questo piano: sposerà Richard Darwent, giovane detenuto nella prigione di Newgate, destinato ad essere impiccato il giorno seguente per aver ucciso in duello lord Frank Orford, nonostante si proclami innocente. Così Caroline sarà vedova e ricca nell'arco di ventiquattr'ore. Richard accetta il piano dietro promessa di cinquanta sterline che potrà lasciare alla propria amante Dolly.
Il matrimonio avviene, ma il piano di Caroline va a monte il giorno seguente: il mattino dell'esecuzione, infatti, si viene a sapere che Richard ha ereditato il titolo di Marchese di Darwent. Ora che è un Pari, però, il suo processo è da ritenersi nullo, perché un Pari può essere processato solo dalla Camera dei Lords. 
Ma ora i problemi che gli si parano davanti sono innumerevoli: non solo deve far convivere sua moglie e la sua amante sotto lo stesso tetto, ma deve anche scoprire chi lo ha incastrato per l'omicidio, un personaggio misterioso noto solo come "il cocchiere". In più, sposando Caroline, si è fatto un nemico mortale in Sir John Buckstone, un dandy brutale e uno dei pretendenti della giovane. 
Mentre Richard si districherà tra questi grattacapi, Caroline dovrà imparare a superare i propri pregiudizi verso il matrimonio e verso quello che all'inizio riteneva un poveraccio...

## Edizioni italiane
- La sposa di Newgate, traduzione di Anna Maria Francavilla, collana i Classici del Giallo Mondadori n. 1135, Arnoldo Mondadori Editore, ottobre 2006, pp. 280.